# もののあはれは彩の頃。
『もののあはれは彩の頃。』（もののあはれはさいのころ）は、2017年9月29日にQUINCE SOFTより発売されたアダルトゲーム。

## 解説
Lump of Sugarの姉妹ブランドとして誕生したQUINCE SOFTのデビュー作。双六世界に導かれた少年少女たちの「縁」を描く物語。略称は『サイコロ』。
『運命線上のφ』と共通のスタッフが多いが、Lump of Sugarのブランドのイメージを守りつつ、まったく新しいカラーの作品を制作する目的で別ブランドで発売された。
2020年11月27日に普及版が発売され、ダウンロード版の価格も引き下げられた。

## ストーリー
現実世界とは別世界の双六世界に送り込まれた「双六」の参加者たち、かれらは双六の駒としてゲームに参加させられるが現実世界に戻れるのはたったひとつの「アガリ」を獲得した者のみ。参加者たちは他者を蹴落とし「アガリ」を目指して競い合う。

## 登場人物

### メインキャラクター
（出典：）
東雲 暁
主人公。ラッキーボーイを自称しており、双六では占った結果が真になる戒を操る。
野々宮 京楓（ののみや きょうか）
声：三暗あん子
暁に妨害を繰り返す少女。現実世界では、暁が居候している家の娘。
鬼無水 みさき（きなみ みさき）
声：相模恋
平和主義者。暁の味方となり危険から守るが、他者を出し抜く高い分析能力をもつ。
現実世界では、京楓の幼馴染で、クラスの良心と称される優等生。ふわふわとしたオーラを放つが、物事を必ずやり遂げる芯が強い少女。
クレア・コートニー・クレア（Claire Courtney Clare）
声：橘まお
ゲーム好きでライバルとは思えないフレンドリーな少女。なぜか双六で彼女と同じマスに止まると、思考が筒抜けになる。
現実世界では、一見クールだが、終始砕けた調子のイギリス人留学生。日本語は得意で故事やことわざにも詳しいが、けったいなエセ関西弁を話す。
琥珀（こはく）
声：白雪碧
感情を表に出さず、常に眠そうな目をしたロリっ子。素直ゆえに歯に衣着せぬ物言いが目立ち、時には毒舌になることも。
現実世界では見掛けず、暁との縁も不明の存在。

### サブキャラクター
首藤 大誠（しゅとう たいせい）
声：ナオト†サンクチュアリ
柔和な性格の青年で、交渉術に長ける。
現実世界では、暁・京楓・みさきたちの幼馴染かつクラスメイト。
鹿乃 縁（かの ゆかり）
声：蒼原千佳
参加者を強烈に恨み無差別に襲撃してくるプレイヤーキラーで、極度の不運体質。特に主人公に対してなぜか強い敵愾心を抱いている。
現実世界では、虐待やいじめなどを受けており、だれとも縁を結ばないできた。
カラス
声：片倉慶
身長：181cm
双六参加者唯一の大人で、盤面をかみ乱す傾奇者。現実世界では、記憶喪失となっている。
榊 犂（さかき れい）
声：黛希和
中性的な顔立ちの少年で、ミステリアスな人物。
現実世界では、幼い頃から学業・運動・品行全てにおいて秀才だったが、すでに学校を中退している。
クナド
声：奏雨
参加者ではなく双六世界のガイド役。双六の分かれ道で、参加者たちをどちらかの道に振り分ける役目を担っている。
物部 総司（もののべ そうじ）
声：インプレッサ次郎
暁達のクラスの担任教師で、教科は現代文。双六には参加していない。

## スタッフ
（出典：）
- キャラクターデザイン/原画 - ななろば華
- SD原画 - 白須遙一
- シナリオ - 冬茜トム

## 主題歌
オープニングテーマ
「色化粧」
作詞：りょーちん / 作曲・編曲：Team-OZ / 歌：nao
エンディングテーマ
「縁道〜ゆかりみち〜」
作詞： / 作曲： / 編曲： / 歌：氷青

## 反響

### 売り上げ
Getchu.com：2017年・9月セールスランキングでは3位、2017年度 PCソフト年間ランキングで68位となった。